# Hugo de Sadeleer
Hugo de Sadeleer, né le 16 juillet 1997, à Lausanne en Suisse, est un pilote de course suisse. Il participe actuellement aux European Le Mans Series pour l'écurie United Autosports dans la catégorie LMP2.

## Carrière

### Karting
Né à Lausanne, Hugo de Sadeleer a commencé le karting en 2009 à l'âge de 12 ans. Il a terminé 11e au Swiss Rotax Max Challenge Mini en 2009.

### Formule BMW
Hugo de Sadeleer est ensuite passé en monoplace en 2012 et a participé à 10 courses de la Formule BMW, terminant au 8e rang du classement général,.

### Formule Renault 2.0
En 2013, Hugo de Sadeleer a signé avec Tech 1 Racing afin de participer au Formula Renault 2.0 Alps. En raison de la réglementation en vigueur stipulant que les pilotes doivent être âgés de plus de 16 ans, il n'a pas été autorisé à participer au championnat et a seulement procédé à des tests. Il s'engage dans le championnat l'année suivante. Il a terminé la saison en 16e position avec un podium au Grand Prix de Pau,.
En 2015, Hugo de Sadeleer est passé au championnat plus compétitif, l'Eurocup Formula Renault 2.0. Il a participé à 17 courses et a terminé le championnat à la 24e place.
En 2016, Hugo de Sadeleer a de nouveau participé au championnat Eurocup Formula Renault 2.0. Il a participé à 14 courses, remportant une victoire à Spa-Francorchamps et 3 podiums. Il a terminé la saison à la 6e place,,,.

### Voitures de Sport
Le 12 janvier 2017, le propriétaire de l'écurie United Autosports, Zak Brown, a annoncé qu'Hugo de Sadeleer piloterait pour United Autosports en European Le Mans Series, au volant de la nouvelle Ligier JS P217 de l'écurie dans la catégorie LMP2. Il a également été annoncé qu'Hugo de Sadeleer participerait aux 24 Heures du Mans. L'équipage de la voiture était composé du pilote américain Will Owen et du pilote portugais Filipe Albuquerque.
En 2018, Hugo de Sadeleer a poursuivi avec United Autosports et participe aux European Le Mans Series ainsi qu'aux 24 Heures du Mans et aux 24 Heures de Daytona.

## Palmarès

### European Le Mans Series
| Année | Écurie            | Châssis        | Moteur                     | Classe | 1     | 2      | 3      | 4      | 5     | 6     | Points | Classement |
| ----- | ----------------- | -------------- | -------------------------- | ------ | ----- | ------ | ------ | ------ | ----- | ----- | ------ | ---------- |
| 2017  | United Autosports | Ligier JS P217 | Gibson GK428 4,2 l V8 Atmo | LMP2   | SIL 1 | MON 6  | RBR 1  | LEC 5  | SPA 4 | POR 2 | 98     | 2e         |
| 2018  | United Autosports | Ligier JS P217 | Gibson GK428 4,2 l V8 Atmo | LMP2   | LEC 9 | MON 11 | RBR 15 | SIL 10 | SPA 6 | POR 3 | 23     | 10e        |

### 24 Heures du Mans
| Année | Écurie            | Copilotes                    | Voiture               | Classe | Tours | Pos. | Class Pos. |
| ----- | ----------------- | ---------------------------- | --------------------- | ------ | ----- | ---- | ---------- |
| 2017  | United Autosports | Will Owen Filipe Albuquerque | Ligier JS P217-Gibson | LMP2   | 362   | 5e   | 4e         |
| 2018  | United Autosports | Will Owen Juan Pablo Montoya | Ligier JS P217-Gibson | LMP2   | 365   | 7e   | 3e         |

### 24 Heures de Daytona
| Année | Écurie            | Copilotes                           | Voiture               | Classe | Tours | Pos. | Class Pos. |
| ----- | ----------------- | ----------------------------------- | --------------------- | ------ | ----- | ---- | ---------- |
| 2018  | United Autosports | Bruno Senna Paul di Resta Will Owen | Ligier JS P217-Gibson | P      | 804   | 4e   | 4e         |